# Batracomorphus punctatissima
Batracomorphus punctatissima är en insektsart som beskrevs av Melichar 1908. Batracomorphus punctatissima ingår i släktet Batracomorphus och familjen dvärgstritar. Inga underarter finns listade i Catalogue of Life.